# 1180 Rita
Az 1180 Rita (ideiglenes jelöléssel 1931 GE) egy kisbolygó a Naprendszerben. Karl Wilhelm Reinmuth fedezte fel 1931. április 9-én, Heidelbergben.